# Andrena vandykei
Andrena vandykei är en biart som beskrevs av Cockerell 1936. Andrena vandykei ingår i släktet sandbin, och familjen grävbin. Inga underarter finns listade i Catalogue of Life.